# Francisco de Pina
Francisco de Pina (1585–1625) là một giáo sĩ Công giáo người Bồ Đào Nha thuộc Dòng Tên. Đến Việt Nam năm 1617, ông là người có công trong việc sáng tạo chữ Quốc ngữ thời kỳ đầu.

## Thân thế
Giáo sĩ Francisco de Pina sinh tại Guarda, Bồ Đào Nha, ông vào tu Dòng Tên năm 1605. Ông xuất dương và sang đến Đàng Trong năm 1617 qua ngả Macao để hiệp sức với giáo sĩ người Ý là Cristoforo Borri và Francesco Buzomi. Trong thời gian 1611-17 ông theo học ở Đại học Thánh Phaolô, Ma Cao. Cũng tại đây ông tiếp xúc với giáo sĩ João Rodrigues, nhà ngữ học tiếng Nhật tiên phong, soạn cuốn văn phạm tiếng Nhật chuyển tự sang chữ cái Latinh dựa vào cách phát âm tiếng Bồ, nay gọi là Romaji. Cuốn văn phạm này in khoảng năm 1604-8. Francisco de Pina được cho là đã theo phép chuyển tự này để ghi chép tiếng Việt khi ông vào Đàng Trong. Ông cũng là người Châu Âu đầu tiên biết nói tiếng Việt và thông thảo một ngôn ngữ này.

## Hoạt động tại Việt Nam
Ông sang đến Đàng Trong năm 1617 và là nhà truyền đạo Công giáo đầu tiên nói thông thạo tiếng Việt để giảng đạo trực tiếp bằng ngôn ngữ này. Ông hằng chỉ trích các giáo sĩ đương thời đã không nắm vững được ngôn ngữ địa phương để đạt được mục tiêu rao giảng Phúc Âm. Pina khởi đầu phương pháp ghi âm tiếng Việt bằng ký tự Latinh mà nay gọi là chữ Quốc ngữ, ông cũng giúp dạy Alexandre de Rhodes học tiếng Việt. Roland Jacques cho rằng Pina đã viết một cuốn văn phạm mà dựa vào đó Honufer Bürgin (Onuphre Borgès) biên soạn thành Manuductio ad Linguam Tunkinensem (Nhập môn tiếng Đàng Ngoài). Tuy nhiên, Phạm Thị Kiều Ly cho rằng Pina chưa hoàn thành cuốn văn phạm, và soạn giả của cuốn Manuductio là Philippus Sibin.
Địa bàn mục vụ của giáo sĩ Pina trải dài từ Hội An (Faifo) vào đến Quy Nhơn (Pulucambi). Ông chết đuối ở Vũng Đà Nẵng ngày 15 tháng 12 năm 1625 khi đang cố cứu khách trên một con thuyền bị đắm. Nhà thờ Phước Kiều tại địa bàn dinh trấn Thanh Chiêm xưa, nay là xã Điện Phương, Điện Bàn, Quảng Nam, có ngôi mộ tương truyền là của giáo sĩ Pina. Tuy nhiên điều này có vẻ không đúng bởi vì các ghi chép đương thời cho biết thi hài ông được tẩm liệm và an táng tại Hội An.

## Tranh cãi

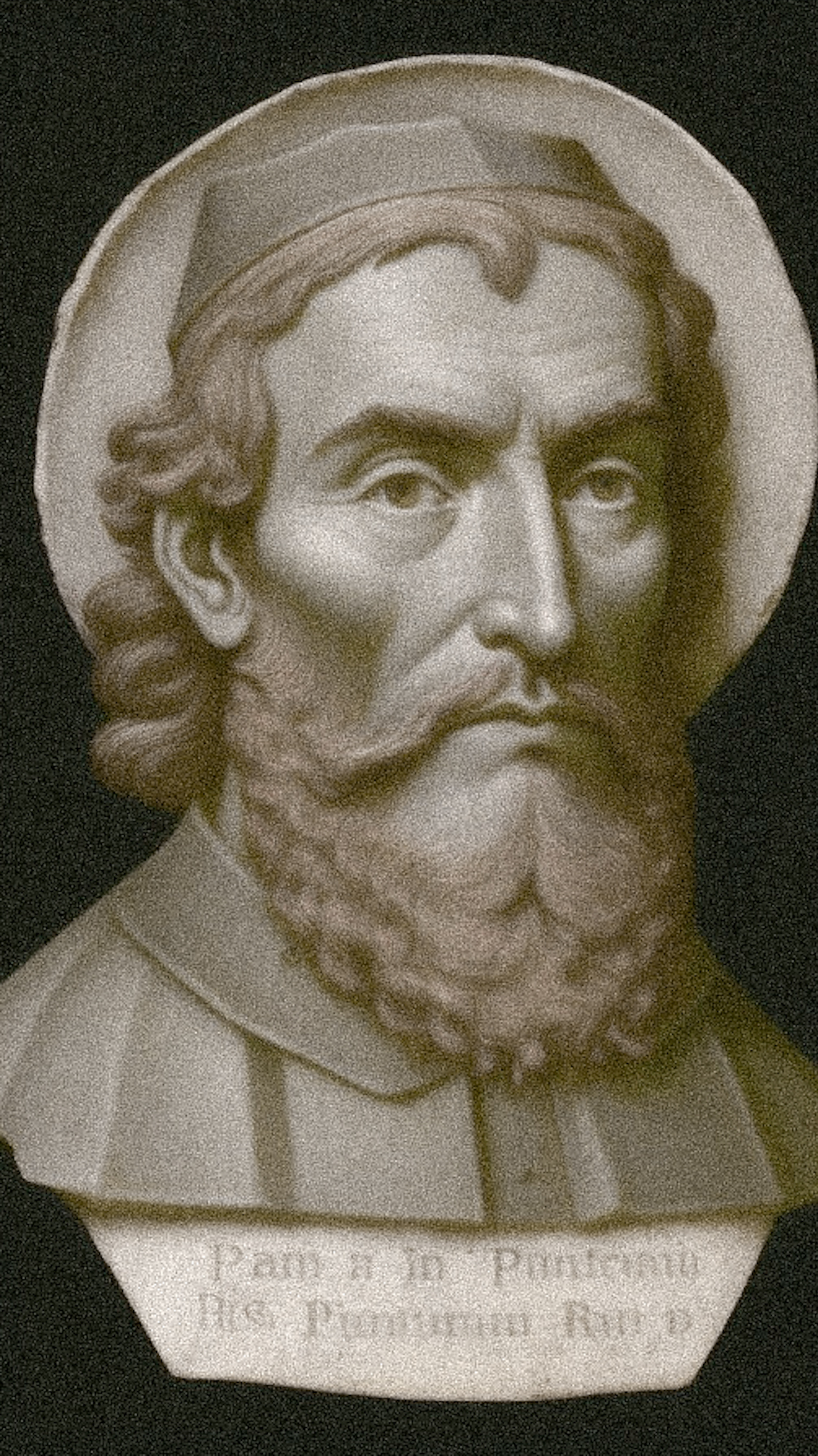
Francisco de Pina, nhà truyền giáo người Bồ Đào Nha thế kỷ 17. Được tạo bởi công nghệ trí tuệ nhân tạo

Francisco de Pina không có chân dung chính thức nên thường bị nhầm lẫn chân dung nhân vật khác. Cũng tương tự như Alexandre de Rhodes (Và cũng như nhà truyền giáo phương Tây khác) là một người truyền giáo, khắc khổ từ Âu sang Á đầy hành trình gian nan, nên chân dung Francisco de Pina có một thân hình gầy gò cũng như khuôn mặt, chứ ông không phải là thẩm phán, quan viên ăn nó mặc sướng, mà có khuôn mặt mập mờ khi phắc hoạ chân dung trước đó.
Tháng 7/2018, từ Lisbon một đồng hương của nhà truyền giáo Francisco de Pina bày tỏ rằng: một số trang mạng của người Việt đã dùng ảnh của người khác để làm ảnh của Francisco de Pina khi viết về ông và chữ Quốc ngữ. Như là Pina Manique, Francois Pallu... Ông cho biết cũng như phần lớn các giáo sĩ thế kỷ 16, 17 (trừ Alexandre de Rhodes) Francisco de Pina không hề để lại tấm ảnh nào cả (ông mất khi mới 40 tuổi).